# Capsicum flexuosum
Capsicum flexuosum Sendtn., 1846 è una pianta della famiglia delle Solanacee, nativa del Sud America.
Essa è una specie a 24 cromosomi, facente parte del Flexuosum clade.